# Odorrana utsunomiyaorum
Odorrana utsunomiyaorum is een kikkersoort uit de familie van echte kikkers (Ranidae). De lichaamslengte van de mannetjes is 39 tot 48 mm, van de vrouwtjes 45 tot 59 mm.

## Naamgeving
Odorrana utsunomiyaorum werd voor het eerst wetenschappelijk beschreven door Masafumi Matsui in 1977. Oorspronkelijk werd de wetenschappelijke naam Rana utsunomiyaorum gebruikt. De naam is een hommage aan Taeko en Yasuaki Utsunomiya, die bijdroegen aan de kennis van de amfibiënfauna van de Riukiu-eilanden.

## Verspreiding en habitat
Odorrana utsunomiyaorum komt voor op de Japanse eilanden Ishigaki en Iriomote, twee van de Yaeyama-eilanden. Ze leeft aan de bovenloop van rivieren in beboste gebieden, en broedt in de rivieren. De eitjes worden vastgehecht aan stenen onder water in een ondiepe stroom. Ze komt niet voor in het laagland. Het verspreidingsgebied is niet groter dan 300 km2, en sterk gefragmenteerd. De soort is daarom als bedreigd opgenomen in de Rode Lijst van de IUCN.